# Герб Петропавловска-Камчатского
Герб города Петропавловск-Камчатский и муниципального образования «Петропавловск-Камчатского городского округа» Камчатского края Российской Федерации — опознавательно-правовой знак, служащий официальным символом муниципального образования.
Герб утверждён Решением № 461-р Городской Думы Петропавловск-Камчатского городского округа 18 октября 2006 года и внесён в Государственный геральдический регистр Российской Федерации с присвоением регистрационного номера 3061.

## Описание и обоснование символики
Геральдическое описание (блазон) гласит:
В серебряном поле три черных огнедышащих горы (средняя впереди двух других) с червлеными пламенами и черными дымами над ними.
Щит увенчан золотой башенной короной о пяти видимых зубцах, с лавровой ветвью по нижнему краю и с двумя обнаженными, скрещенными за короной мечами с серебряными клинками и золотыми рукоятями.
Щитодержатели - серебряные в золотых одеяниях Святые Апостолы Петр (справа) и Павел (слева), одной рукой поддерживающие щит, а в другой имеющие: Петр - серебряные ключи и свиток, Павел - книгу.
Подножие - два положенных накрест лапами вниз золотых морских якоря.
Щит окружен, подножие обвито лентой ордена Трудового Красного Знамени. 

Герб исторический, Высочайше пожалован городу Петропавловск-Камчатский 26 апреля (9 мая нового стиля) 1913 года.
Обрамление соответствует современному статусу и значению города.
Корона своей формой и цветом указывает на статус Петропавловска-Камчатского как городского округа, а наличием лаврового венка - на то, что Петропавловск-Камчатский является столицей субъекта Российской Федерации - Камчатской области.
Щитодержатели - Апостолы Петр и Павел - указывают на имя города и его святых покровителей, подножие в виде якорей - на исключительное морское и военно-морское значение Петропавловска-Камчатского и определяющее значение Петропавловска как морского порта для развития российского Дальнего Востока.
Лента указывает на то, что в 1972 году Петропавловск-Камчатский был награждён правительственной наградой - орденом Трудового Красного Знамени. (Описание символики из Положения о гербе в редакции от 24 января 2007 года).

## История

### Первый герб
Первый герб областного города Петропавловска, Камчатской области был Высочайше утверждён императором Николаем II 26 апреля 1913 года и имел следующее описание: 
В серебряном щите три червлёные сопки, с исходящим пламенем. Щит украшен золотою башенною короною о трех зубцах и окружён двумя золотыми якорями, соединёнными Александровской лентой».

Первое упоминание о создании герба города Петропавловска относится к 1911 году.
14 июля 1911 года генерал-губернатор Приамурского края Н. Л. Гондатти направляет в канцелярию Камчатского губернатора отношение об изготовлении проекта городского герба.
13 сентября 1911 года вице-губернатор Евгений фон Бодунген отвечает на запрос и присылает, составленные по его поручению, областным инженером, статским советником К. А. Заранеком и старшим чиновником особых поручений В. В. Векентьевым, два проекта герба с приложением некоторых пояснений о городе.
25 сентября 1911 года Гондатти Н. Л. отправляет в Министерство внутренних дел России оба проекта герба со специальной запиской: 
Нахожу со своей стороны утверждение проекта герба, составленного инженером Заранеком.
 28 сентября 1911 года Н. Л. Гондатти ходатайствует в Правительствующий сенат о даровании герба городу Петропавловску, Камчатской области.
2 октября 1912 года Герольдмейстер департамента герольдии Правительствующего сената сообщает генерал-губернатору Приамурского края:
Вследствие ходатайства Вашего Превосходительства… о даровании герба городу Петропавловску, Камчатской области… Правительствующий сенат определением своим, состоявшимся 12 апреля сего года (1913), предоставил мне сделать соответствующее распоряжение об изготовлении проекта герба.
26 апреля 1913 года в Царском селе герб областного города Петропавловска, Камчатской области был «удостоен Высочайшего Его Императорского Величества утверждения».
В разных источниках существует ошибочное мнение, что утверждённый герб Петропавловска был создан по проекту статского советника К. А. Заранека. Архивных материалов, подтверждающих данный факт, не сохранилось. Историк камчатского края И. В. Витер сообщает, что в архивах РГИА ДВ удалось найти только вариант проекта герба В. В. Векентьева, на котором изображались сопка, холмы, якорь с канатами, рыба, памятник защитникам Петропавловска. Проект герба Векентьева не соответствовал канонам геральдики.
В датированном от 7 мая 1913 года документе Гербового отделения обосновывалось решение об утверждённом гербе Петропавловска следующим образом: 
… герб областного города вообще, есть тот же что и герб области с разницею лишь в украшениях герба.
 То есть рисунок щита в гербе Петропавловска практически полностью повторил основной рисунок герба Камчатской области (1851 года), но имел отличие в цветовой гамме. Сопки в областном гербе были чёрного цвета, в новом городском гербе они изображались червлёными (красными).

Герб Камчатской области был Высочайше утверждённый 22 июня 1851 года имел следующее описание: 
В серебряном поле щита изображены три сопки или огнедышащие горы чёрные цвета. Щит увенчан золотой Императорскою Короною.
Интересно, что в Атласе Азиатской России издания Переселенческого управления Главного управления землеустройства и земледелия (1914), ссылаясь на то же самое Высочайшее утверждение 22 июня 1851 года , было опубликовано несколько другое описание и изображение герба Камчатской области:
В серебряном щите три сопки или черные огнедышащие горы. Щит увенчан древней Царской короной и окружен золотыми дубовыми листьями, соединенными Александровской лентой.

### Советский период
Первый герб Петропавловска просуществовал недолго, всего 4 года. После Октябрьской революции земельная геральдика царской России прекратила своё существование. Новое время предполагало создание новых символов, но в советский период город Петропавловск-Камчатский не имел утверждённого герба.
В 1924 году постановлением Президиума ВЦИКа город был переименован в Петропавловск-Камчатский для отличия от названия города Петропавловск в Казахстане.
В в 70-х годах советского периода, были выпущены три гербовидных сувенирных значка с изображением эмблемы Петропавловска-Камчатского. В композиции каждого из них существовал элемент герба дореволюционного Петропавловска — три огнедышащие сопки, но дополненные рабами, силуэтами парусных кораблей, рыболовецкого сейнера и памятника.

### Новое время
16 декабря 1993 года Постановлением № 3513 градоначальника города Петропавловска-Камчатского А. К. Дудникова исторический герб (1913) города, спустя 80-лет, был восстановлен.
В 2006 году был объявлен конкурс на создание нового проекта герба Петропавловска-Камчатского.
27 сентября 2006 года состоялось заседание внеочередной сессии городской думы Петропавловск-Камчатского городского округа, на котором депутаты обсудили представленные проекты герба и посчитали «приемлемым — вариант изображения герба города Петропавловска-Камчатского со святыми апостолами Петром и Павлом», но лишенными нимбов, так как город многоконфессиональный, а Петр и Павел есть практически во всех мировых религиях. Также было предложено изменить цвет сопок с червлёного на чёрный.
Одобренный вариант герба, разработанный членом Гильдии геральдических художников Максимом Олеговичем Черниковым был направлен для «дальнейшей доработки и представления на очередную сессию Городской Думы Петропавловск-Камчатского городского округа для утверждения».
18 октября 2006 года, после внесения изменений и дополнений, был утверждён новый герб Петропавловск-Камчатского городского округа.
Описание герба и его символики имело следующее описание: 
Герб Петропавловск-Камчатского городского округа представляет собой изображение в серебряном щите трех червлёных сопок с исходящим пламенем. Щит сверху украшен башенной короной с пятью зубцами, расположен на перекрещивающихся якорях, символизирующих Петропавловск-Камчатский, как морской порт, перевитых голубой лентой ордена Красного Трудового Знамени.
В цветном изображении герб Петропавловск-Камчатского городского округа — башенная корона с пятью зубцами, якоря золотые; три червлёные сопки; щит серебряный, обрамлённый голубой орденской лентой.
Щит — фрагменторная форма, представляющая прямоугольник, основание которого равно 8/9 высоты, выступает в средней части острием и имеет закругленные нижние углы.
В качестве щитодержателей выбраны святые апостолы Пётр и Павел. Фигура апостола Петра расположена с левой стороны щита, в правой руке держит ключи и свиток. Фигура апостола Павла расположена с правой стороны щита. В своей левой руке держит книгу божьих законов.
Герб является символом морского форпоста России, отражает географическое положение, исторические события и неповторимость природных условий города.
Поле щита является основным, не делимым на части, пространством. Цвет поля щита — серебро, символизирует благородство, откровенность, а также чистоту, невинность и правдивость.
Расположенные на фоне щита три сопки серо-чёрного цвета, с вырывающимися с их вершин столбами пламени красного цвета, являются символом силы, природной мощи. А также символизируют географическое соседство с ними города Петропавловска-Камчатского. Факел (огонь) — символ правды, стремления к знаниям, духовного горения и желания творить, готовности к самопожертвованию.
Красный цвет означает храбрость, мужество, любовь, а также кровь, пролитую в борьбе.
Чёрный цвет — символ осторожности, мудрости, постоянства в испытаниях. Чёрный цвет очерчивает по периметру щит и выделяет стороны сопок.
Прямо над щитом располагается башенная корона с пятью зубцами, которая указывает на титул города-обладателя Герба — областной центр с численностью населения более 50 тысяч человек.
Золотой цвет башенной короны и якорей символизирует богатство, справедливость и великодушие.
Лавровая ветвь символизирует силу, могущество, прочность, борьбу и победу.
Листья изображаются золотом и помещаются в гербах областных городов.
Имена щитодержателей — Святых апостолов Петра и Павла составляют основу названия города, расположенного на берегах Авачинской бухты, куда в 1740 году мореплаватель Витус Беринг вошел на пакетботах, «Святой Пётр» и «Святой Павел». Таким образом, Герб является гласным, указывающим на название города.
Два золотых якоря, накрест положенные под щитом, символизируют город как морской порт.
Орденская лента «Трудового Красного Знамени» обрамляет щит, связывает два золотых якоря, является основанием для щитодержателей и символизирует боевые и трудовые подвиги жителей Петропавловска-Камчатского».

24 января 2007 года было принято Решение № 568-р Городской Думы Петропавловск-Камчатского городского округа «О принятии положения о гербе Петропавловска-Камчатского городского округа» в котором было закреплено, что 
герб Петропавловск-Камчатского городского округа является официальным символом города Петропавловска-Камчатского и муниципального образования Петропавловск-Камчатского городского округа.
 Рисунок герба остался без не изменения, но описание герба и толкование его символики приобрели более геральдический вид.
31 мая 2007 года Решением № 657-р городской думы Петропавловск-Камчатского городского округа принято «Положение о гербе Петропавловск-Камчатского городского округа» в новой редакции.
Описание герба из Положения о гербе в редакции от 24 января 2007 года гласит:
В серебряном поле три чёрных огнедышащих горы (средняя впереди двух других) с червлёными пламенем и чёрными дымами над ними. Щит увенчан муниципальной короной установленного образца. Щитодержатели - серебряные в золотых одеяниях Святые Апостолы Пётр (справа) и Павел (слева), одной рукой поддерживающие щит, а в другой имеющие: Петр - серебряные ключи и свиток, Павел - книгу; подножие - два положенных накрест лапами вниз золотых морских якоря. Щит окружён, подножие обвито лентой ордена Красного Трудового Знамени».